# Pseudocerura
Pseudocerura är ett släkte av fjärilar. Pseudocerura ingår i familjen nattflyn.
Kladogram enligt Catalogue of Life:
| Pseudocerura | \| \| Pseudocerura calophasioides \| \| \| \| \| \| Pseudocerura thoracica \| \| \| \| |
|              | \| \| Pseudocerura calophasioides \| \| \| \| \| \| Pseudocerura thoracica \| \| \| \| |
|              | Pseudocerura calophasioides                                                            |
|              |                                                                                        |
|              | Pseudocerura thoracica                                                                 |
|              |                                                                                        |